# 露絲·史蘭倩斯卡
露絲·史蘭倩斯卡（Ruth Slenczynska）是一位美國古典音樂鋼琴家。

## 生平
露絲·史蘭倩斯卡四歲時開始在歐洲學習鋼琴，後來師從阿圖爾·施納貝爾、埃貢·彼得里、阿爾弗雷德·科爾托、約瑟夫·霍夫曼和謝爾蓋·拉赫曼尼諾夫。六歲時，露絲·史蘭倩斯卡在柏林首次演出，七歲時在巴黎與樂團首次合作。
1944年，19歲的露絲·史蘭倩斯卡與喬治·伯恩（George Born）結婚，但這段婚姻於1953年以離婚告終。離婚後，史蘭倩斯卡以教鋼琴為生。經過十多年的中斷，她於1951年重返音樂會演出。同年，她參加了卡梅爾巴赫音樂節（Carmel Bach Festival）。
露絲·史蘭倩斯卡被加州大學柏克萊分校錄取為音樂系學生。1964年，她接受了南伊利諾大學愛德華茲維爾分校的全職職位，擔任駐校藝術家，並一直保留該頭銜直到1987年。南伊利諾大學聖路易分校的洛夫喬伊圖書館（Lovejoy Library）特別收藏了她的大量紀念品和錄音。
1957年，她出版了一本回憶錄《禁忌的童年》，講述了一位神童的生活。同年，她向《洛杉磯時報》澄清了自己姓氏的發音：「Slen-chin-ska」。
2022年，97歲的露絲·史蘭倩斯卡為迪卡唱片錄製了近60年來的第一張專輯。

## 外部連結
- Southern Illinois University: Ruth Slenczynska
- Polonia Global Fund: Ruth Slenczynska Person of the Month 10/2004
- Ruth Slenczynska: Music Biography, Credits, and Discography: All Music
- Rachmaninov's Last Living Pupil to Present Workshops at Lebanon Valley College, Feb. 2013
- Some programs, photos and introductions on her 2 highly successful tours of Southern Africa, 1963&78
- Free, Cathy. . Washington Post. 3 February 2024  [3 February 2024].
- Meet 99-year-old pianist Ruth Slenczynska, Rachmaninov’s last living pupil, YouTube Classic FM